# Le Sourn
Le Sourn è un comune francese di 2 088 abitanti situato nel dipartimento del Morbihan nella regione della Bretagna.

## Società

### Evoluzione demografica
Abitanti censiti